# Fingolimod
A fingolimod (kódnevén FTY720) második generációs immunmodulációs gyógyszer. 2010–2011 során elfogadták sclerosis multiplex elleni szerként az USA-ban, Oroszországban, az Európai Unióban, Ausztráliában és Kanadában.
A szervátültetések utáni kilökődés elleni gyógyszerként eljutott a klinikai próbák harmadik fázisáig, de nem bizonyult jobbnak a már meglevő szereknél.

## Hatásmód
A sclerosis multiplex egyidejűleg autoimmun és degeneratív betegség. Két fajtája van: a hullámzó (relapszáló/remittáló) és a folyamatosan romló.
A fingolimod a betegség relapszáló/remittáló típusában az autoimmun hatást gátolja: megakadályozza, hogy a limfociták a nyirokrendszerből a központi idegrendszerbe jussanak, és megtámadják az idegsejtek nyúlványait (az axonokat) befedő mielinhüvelyt.
Szerkezetileg a szfingozinra hasonlít. A sejtben a szfingozin kináz (elsősorban a szfingozin kináz 2) enzimek foszforizálják. A foszfofingolimod valószínűleg az öt szfingozin-foszfát receptor egyikére, az S1PR1-ra hat. Ezen felül tudott, hogy a fingolimod kannabionid receptor antagonista, citoszol foszfolipáz A2 gátló és ceramid szintáz gátló.

## Története
1992-ben szintetizálták először a miriocin  szerkezeti módosításával. A miriocint az Isaria sinclairii gombából izolálták, melyet a hagyományos kínai orvoslás az örök ifjúság csodaszerének tart. In vitro majd in vivo kísérletek után (patkányon meghosszabbította az átültetett bőr megmaradását) több lépésben módosították a molekulaszerkezetet.
A struktúra–hatás összefüggését vizsgáló tanulmányok azt mutatták, hogy a miriocin biológiai aktivitása nem függött sem a 3-as és 4-es szénatom hidroxilcsoportjának, sem a 14-es szénatom ketocsoportjának, sem a 6-os és 7-es szénatom közötti kettőskötés konfigurációjától, ezért leegyszerűsítették a miriocin szerkezetét a hatás javítása és a mellékhatások csökkentése érdekében. Az így kapott közbenső, ISP-I-28 kódú vegyület kísérleti próbái igazolták is a feltevéseket.

## Mellékhatások
A szer klinikai próbái a sclerosis multiplexre gyakorolt kedvező hatáson kívül váratlan és súlyos mellékhatásokat tártak fel. Ezek: potenciálisan végzetes fertőzés lehetősége, bradycardia (lassú szívverés), bőrrák, egy esetben vérzés okozta agyvelőgyulladás. Két személy halt meg: egyikük agyi herpeszfertőzésben, a másikuk övsömörben. Nem világos, hogy a fingolimod szerepet játszott-e a két halálesetben.
Gyakori mellékhatások: nátha, fejfájás és kimerültség. A klinikai próbák során előfordult néhány bőrrák is, de ezek a betegek natalizumabot vagy más sclerosis multiplex elleni szert is szedtek.

## Készítmények
Magyarországon:
- Gilenya 0,5 mg kemény kapszula

## Fordítás
Szerkezeti hasonlóság:
- Ez a szócikk részben vagy egészben  a   Fingolimod című angol Wikipédia-szócikk fordításán alapul.  Az eredeti cikk szerkesztőit annak laptörténete sorolja fel. Ez a jelzés csupán a megfogalmazás eredetét és a szerzői jogokat jelzi, nem szolgál a cikkben szereplő információk forrásmegjelöléseként.
- Ez a szócikk részben vagy egészben  a   Sphingosine című angol Wikipédia-szócikk fordításán alapul.  Az eredeti cikk szerkesztőit annak laptörténete sorolja fel. Ez a jelzés csupán a megfogalmazás eredetét és a szerzői jogokat jelzi, nem szolgál a cikkben szereplő információk forrásmegjelöléseként.
- Ez a szócikk részben vagy egészben  a   Myriocin című angol Wikipédia-szócikk fordításán alapul.  Az eredeti cikk szerkesztőit annak laptörténete sorolja fel. Ez a jelzés csupán a megfogalmazás eredetét és a szerzői jogokat jelzi, nem szolgál a cikkben szereplő információk forrásmegjelöléseként.

Enzimek:
- Ez a szócikk részben vagy egészben  a   Sphingosine kinase című angol Wikipédia-szócikk fordításán alapul.  Az eredeti cikk szerkesztőit annak laptörténete sorolja fel. Ez a jelzés csupán a megfogalmazás eredetét és a szerzői jogokat jelzi, nem szolgál a cikkben szereplő információk forrásmegjelöléseként.
- Ez a szócikk részben vagy egészben  a   Phospholipase A2 című angol Wikipédia-szócikk fordításán alapul.  Az eredeti cikk szerkesztőit annak laptörténete sorolja fel. Ez a jelzés csupán a megfogalmazás eredetét és a szerzői jogokat jelzi, nem szolgál a cikkben szereplő információk forrásmegjelöléseként.
- Ez a szócikk részben vagy egészben  a   Ceramide synthase című angol Wikipédia-szócikk fordításán alapul.  Az eredeti cikk szerkesztőit annak laptörténete sorolja fel. Ez a jelzés csupán a megfogalmazás eredetét és a szerzői jogokat jelzi, nem szolgál a cikkben szereplő információk forrásmegjelöléseként.

Receptorok:
- Ez a szócikk részben vagy egészben  a   S1PR1 című angol Wikipédia-szócikk fordításán alapul.  Az eredeti cikk szerkesztőit annak laptörténete sorolja fel. Ez a jelzés csupán a megfogalmazás eredetét és a szerzői jogokat jelzi, nem szolgál a cikkben szereplő információk forrásmegjelöléseként.
- Ez a szócikk részben vagy egészben  a   Cannabinoid receptor című angol Wikipédia-szócikk fordításán alapul.  Az eredeti cikk szerkesztőit annak laptörténete sorolja fel. Ez a jelzés csupán a megfogalmazás eredetét és a szerzői jogokat jelzi, nem szolgál a cikkben szereplő információk forrásmegjelöléseként.

Egyéb:
- Ez a szócikk részben vagy egészben  a   Phosphorylation című angol Wikipédia-szócikk fordításán alapul.  Az eredeti cikk szerkesztőit annak laptörténete sorolja fel. Ez a jelzés csupán a megfogalmazás eredetét és a szerzői jogokat jelzi, nem szolgál a cikkben szereplő információk forrásmegjelöléseként.
- Ez a szócikk részben vagy egészben  az   Isaria sinclairii című angol Wikipédia-szócikk fordításán alapul.  Az eredeti cikk szerkesztőit annak laptörténete sorolja fel. Ez a jelzés csupán a megfogalmazás eredetét és a szerzői jogokat jelzi, nem szolgál a cikkben szereplő információk forrásmegjelöléseként.
- Ez a szócikk részben vagy egészben  a   Structure-activity relationship című angol Wikipédia-szócikk fordításán alapul.  Az eredeti cikk szerkesztőit annak laptörténete sorolja fel. Ez a jelzés csupán a megfogalmazás eredetét és a szerzői jogokat jelzi, nem szolgál a cikkben szereplő információk forrásmegjelöléseként.
- Ez a szócikk részben vagy egészben  a   Natalizumab című angol Wikipédia-szócikk fordításán alapul.  Az eredeti cikk szerkesztőit annak laptörténete sorolja fel. Ez a jelzés csupán a megfogalmazás eredetét és a szerzői jogokat jelzi, nem szolgál a cikkben szereplő információk forrásmegjelöléseként.
- Ez a szócikk részben vagy egészben  a   Treatment of multiple sclerosis című angol Wikipédia-szócikk fordításán alapul.  Az eredeti cikk szerkesztőit annak laptörténete sorolja fel. Ez a jelzés csupán a megfogalmazás eredetét és a szerzői jogokat jelzi, nem szolgál a cikkben szereplő információk forrásmegjelöléseként.